# Sông Seine

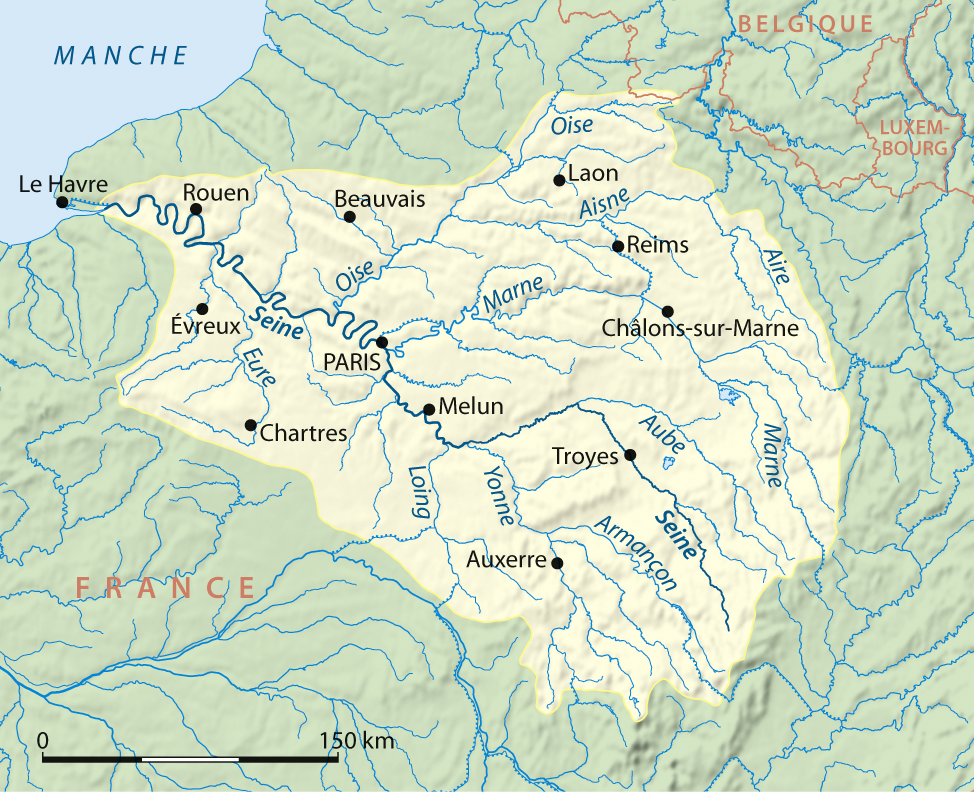
Lưu vực sông Seine.

Sông Seine (tiếng Việt: sông Sen hay sông Thanh) là một con sông của Pháp, dài 776 km, chảy chủ yếu qua Troyes, Paris và Rouen. Thượng nguồn sông Seine ở Saint-Germain-Source-Seine cao nguyên Langres, thuộc Côte-d'Or. Sông chảy theo hướng từ đông-nam sang tây-bắc rồi đổ ra biển ở Le Havre. 
Vì là con sông chảy xuyên qua Paris, hai bờ sông Seine ở khu vực Paris có rất nhiều công trình nổi tiếng. Sông Seine cũng là đề tài sáng tác của nhiều họa sĩ, nhà văn...
Ngày 26/7/2024, Lễ khai mạc Thế vận hội Mùa hè 2024 sẽ diễn ra trên sông Seine.

## Các nhánh chính
- Ource (P) - 100 km
- Aube (P) - 248 km
- Yonne (T)
- Loing (T) - 166 km
- Essonne (T) - 90 km
- Orge (T) - 50 km
- Yerres (P)- 93,5 km
- Marne (P) - 525 km
- Bièvre (T) - 36 km.
- Oise (P) - 302 km
- Epte (P) - 100 km
- Andelle (P) - 54 km
- Eure (T) - 225 km
- Risle (T) - 140 km

Chú thích: P: bên hữu ngạn, T: bên tả ngạn

## Qua các tỉnh
Vùng Bourgogne-Franche-Comté:
- Côte-d'Or

Vùng Grand Est:
- Aube
- Marne

Vùng Île-de-France:
- Seine-et-Marne
- Essonne
- Val-de-Marne
- Paris
- Hauts-de-Seine
- Seine-Saint-Denis
- Val-d'Oise
- Yvelines

Vùng Normandie:
- Eure
- Seine-Maritime
- Calvados